# WASP-8 b
WASP-8 b – planeta pozasłoneczna typu gorący jowisz, krążąca wokół gwiazdy WASP-8 znajdującej się w kierunku konstelacji Rzeźbiarza w odległości około 280 lat świetlnych od Ziemi. Planeta została odkryta w 2008 roku w ramach programu SuperWASP.
WASP-8 b ma masę nieco ponad dwukrotnie większą od masy Jowisza oraz promień o 17% większy od promienia Jowisza. Obiega swoją gwiazdę ruchem wstecznym po mocno ekscentrycznej orbicie z okresem wynoszącym ok. 8 dni.
| Jowisz | WASP-8 b |
| ------ | -------- |
|        |          |